# Phaeococcomyces catenatus
Phaeococcomyces catenatus är en svampart som först beskrevs av de Hoog & Herm.-Nijh., och fick sitt nu gällande namn av de Hoog 1979. Phaeococcomyces catenatus ingår i släktet Phaeococcomyces och familjen Herpotrichiellaceae.   Inga underarter finns listade i Catalogue of Life.